# لافتة مرورية

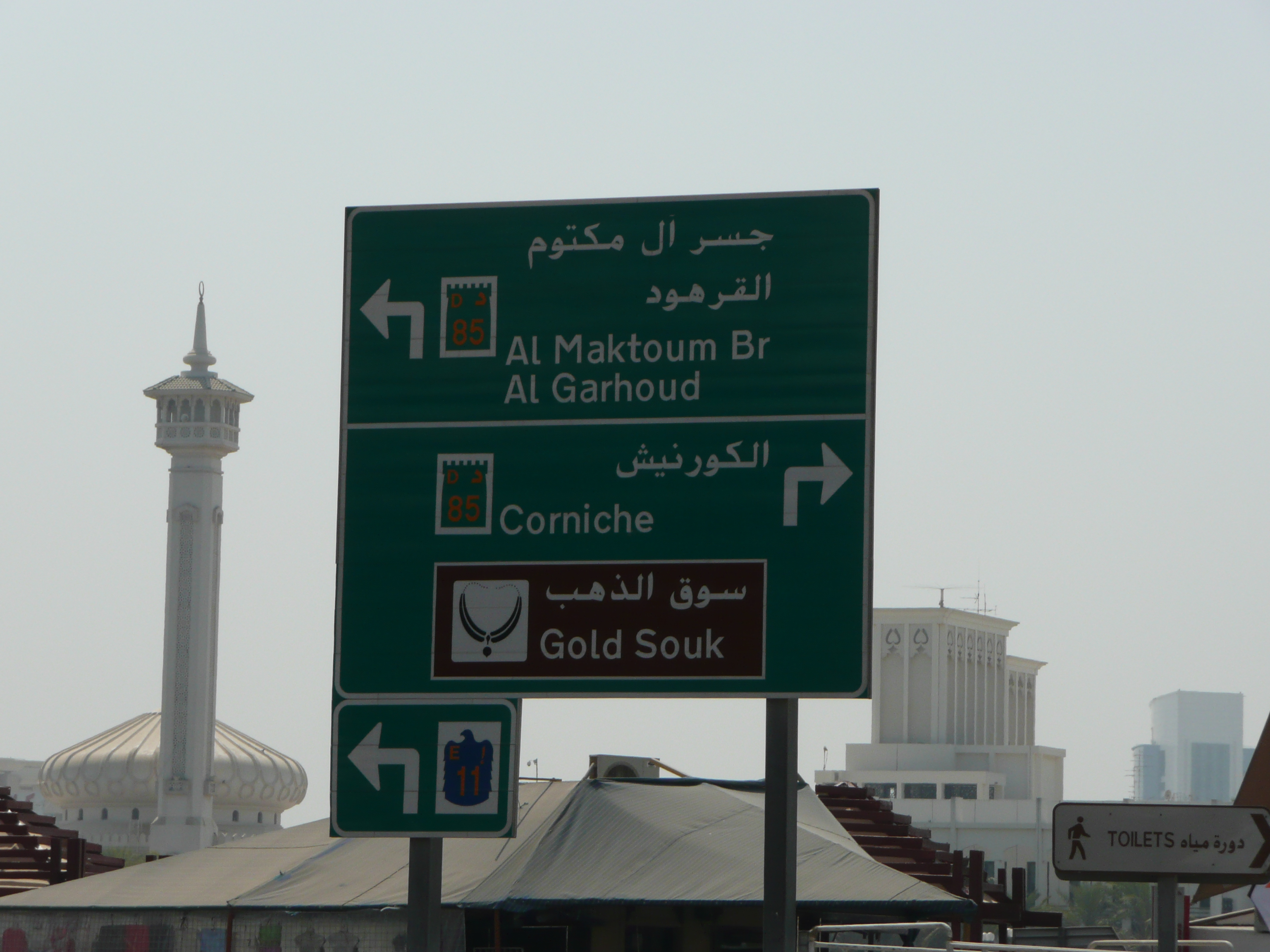
لافتة مرورية ترشد السائق إلى المواقع التي يؤدي إليها كل اتجاه عند تقاطع بمدينة دبي الإماراتية

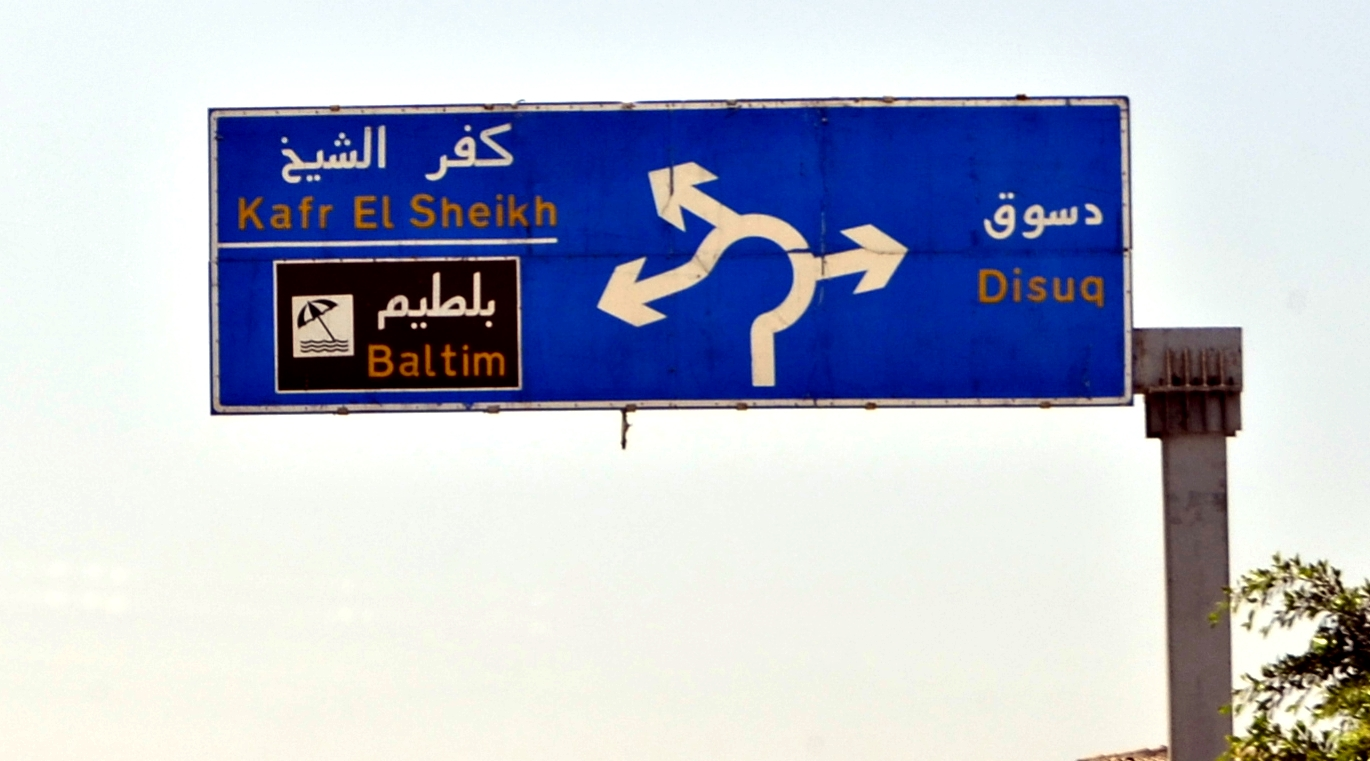
لافتة عند مدخل دوران مروري بمدينة كفر الشيخ المصرية

اللافتات المرورية أو الإشارات التنظيمية أو الشاخصة المرورية أو الصُوَّة أو الأُعْلُومَة أو النُصْبَة هي لافتات أقيمت على جانب الطريق لتوفير المعلومات لمستخدمي الطريق. ومع تزايد سرعة وسائل النقل، أتجهت الدول إلى اعتماد علامات تصويرية موحدة، لتسهيل السفر الدولي حيث يمكن أن تعيق الاختلافات اللغوية فهم المقصود. وطورت أولى تلك اللافتات في أوروبا، ثم اعتمدت في معظم الدول بدرجات متفاوتة.